# Henrik Tikkanen
Pour les articles homonymes, voir Tikkanen.
Georg Henrik Tikkanen (9 septembre 1924 à Helsinki – 19 mai 1984 à Espoo) est un journaliste, dessinateur et écrivain finlandais de langue suédoise.
Il travailla pour plusieurs journaux, en tant que rédacteur et dessinateur, et publia des récits de voyage, des pièces de théâtre et des fictions.

## Œuvres

### Ouvrages traduits en français
- Le héros oublié [« Unohdettu sotilas »]  (trad. Philippe Bouquet), Pandora / domaine nordique, 1980 (réimpr. 2002, Gaïa éditions), 163 p. (ISBN 2-86371-013-3)
- Renault, mon amour  (trad. Philippe Bouquet) (Récit), Gaia éditions, 2002 (ISBN 2-84720-000-2)
- La vie, l'amour... : (Adages et visages)  (trad. Philippe Bouquet), Éditions de l'Élan, 2005 (ISBN 2-909027-63-5)
- La politique, Tome 2 Adages et visages  (trad. Philippe Bouquet), Éditions de l'Élan, 2006 (ISBN 2-909027-65-1)
- La société, Tome 3 Adages et visages  (trad. Philippe Bouquet), Éditions de l'Élan, 2008 (ISBN 978-2-909027-66-1)
- L'art et la guerre, Tome 4 Adages et visages  (trad. Philippe Bouquet), Éditions de l'Élan, 2007 (ISBN 978-2-909027-68-5)
- La nature humaine, Tome 5 Adages et visages  (trad. Philippe Bouquet), Éditions de l'Élan, 2007 (ISBN 978-2-909027-69-2)
- La vie moderne, adages et visages,6 Tome 6  (trad. Philippe Bouquet), Éditions de l'Élan, 2007 (ISBN 978-2-909027-76-0)

### Ouvrages en suédois ou finnois
- Etruskeja metsästämässä : Retkiä etruskien maisemassa.  Otava 1967 (avec Kyllikki Villa )
- (sv) Min älskade skärgård, Söderströms, 1968
- Mitt Helsingfors, 1972
- Kuoleman Venetsia.  Tammi 1973
- Unohdettu sotilas.  Tammi 1974
- Brändövägen 8 Brändö Tel. 35, 1975
- Bävervägen 11 Hertonäs Tel. 78 035, 1976
- (sv) Mariegatan 26 Kronohagen, Söderströms, 1977 (ISBN 951-52-0398-8)
- Georgsgatan, 1980
- Henriksgatan, 1982
- Efter hjältedöden, 1979
- Henrikit.  1981
- Piirroksia katoavasta Suomesta = Bilder = Drawings.  Extramark 1981
- (sv) Med ett leende i Toscana, Söderströms, 1981 (ISBN 951-52-0706-1)
- Renault, mon amour.  1983

## Prix et reconnaissance
- Prix national de littérature, 1976, 1983